# Autherine Lucy
Autherine Lucy, née le 5 octobre 1929 à Shiloh, Marengo County, Alabama (en) et morte le 2 mars 2022, est une militante américaine du mouvement des droits civiques, et la première étudiante afro-américaine à intégrer l'université de l'Alabama en 1956, soit la première étudiante de couleur à briser la ségrégation au sein des établissements universitaires des État du Sud.
La mobilisation autour de son expulsion de l'établissement est à l'origine de la démission de Oliver Carmichael président de l'université, et d'un exemple d'engagement pour les droits civiques des populations afro-américaines aux États-Unis.

## Jeunesse et éducation
Originaire de l'Alabama, Autherine Juanita Lucy est la fille de Milton Cornelius Lucy et de Minnie Hosea Lucy. Elle est la plus jeune enfant de leurs cinq fils et quatre filles. Son père travaille comme métayer. La jeune fille fréquente l'école publique de Shiloh, puis suit ses études secondaires à The Linden Academy. En 1947, après avoir obtenu son diplôme, elle poursuit ses études à la Selma University (en) où elle passe, au bout de deux ans, son certificat pour devenir enseignante. Entre-temps, la réglementation a changé : il lui faut passer deux années d'études supplémentaires. C'est pourquoi elle entre au Miles College (en) de Birmingham (Alabama), établissement universitaire historiquement réservé aux étudiants noirs. En 1952, elle y obtient le baccalauréat universitaire (licence) en littérature anglaise,.

## Déségrégation de l'université de l'Alabama

### Inscription à l'université de l'Alabama
En septembre 1952, Autherine Lucy et son amie Pollie Myers Hudson, militante du mouvement des droits civiques, demandent à intégrer l'université de l'Alabama. Quelques années plus tard, Autherine Lucy confirme avoir alors souhaité obtenir un second diplôme de premier cycle, non pour des raisons politiques, mais pour obtenir la meilleure éducation possible. Les deux étudiantes sont acceptées dans un premier temps, mais leur admission est finalement annulée lorsque les autorités découvrent qu'elles ne sont pas blanches,.
Soutenues par la National Association for the Advancement of Colored People, Autherine Lucy et Pollie Myers portent plainte contre l'université de l'Alabama pour discrimination raciale. Le procès dure trois années. Dans l'attente, Autherine Lucy travaille comme professeure d'anglais à Carthage au Mississippi, et comme secrétaire dans une compagnie d'assurances.

### Premier procès
Le 29 juin 1955, le NAACP obtient une ordonnance du tribunal empêchant l'université de l'Alabama de rejeter les demandes d'admission d'Autherine Lucy et de Pollie Myers en raison de leur couleur de peau. Autherine Lucy est finalement admise à l'université de l'Alabama, mais la demande de Pollie Myers, devenue Pollie Myers Hudson après son mariage, est rejetée au motif que la conception d'un enfant hors mariage fait d'elle une étudiante inadaptée. Même si Autherine Lucy est officiellement admise, elle reste toujours exclue de tous les dortoirs ou autres réfectoires de l'établissement. Quelques jours après le verdict initial, le tribunal modifie l'ordonnance pour que celle-ci s’applique à l'ensemble des étudiants et étudiantes afro-américains qui demandent à être admis.
En 1956, Autherine Lucy est inscrite comme étudiante diplômée en bibliothéconomie, devenant la première Afro-américaine jamais admise dans une école publique blanche ou une université de l'État de l'Alabama,,.
L'étudiante assiste à son premier cours le vendredi 3 février 1956. Le lundi 6 février 1956, des émeutes éclatent sur le campus de l'Université et une foule de plus d'un millier d'hommes lance des projectiles sur la voiture qui conduit la doyenne des étudiantes et la jeune femme en cours[Quoi ?]. Des menaces sont proférées contre sa vie et le domicile du président de l'Université est également lapidé. La police doit intervenir pour garantir sa sécurité. Ces émeutes restent à ce jour la manifestation anti-intégration la plus violente après le cas Linda Brown[réf. nécessaire]. En raison de ces violences, l'Université de l'Alabama suspend Autherine Lucy de l'établissement craignant pour sa sécurité.

### Second procès
Autherine Lucy et la National Association for the Advancement of Colored People (NAACP) déposent à nouveau plainte auprès du tribunal contre les administrateurs et le président de l'Université, contre la doyenne des étudiantes pour l'avoir exclue du réfectoire et des résidences, et contre quatre autres hommes, dont aucun lié à l'Université, pour avoir participé aux émeutes,.

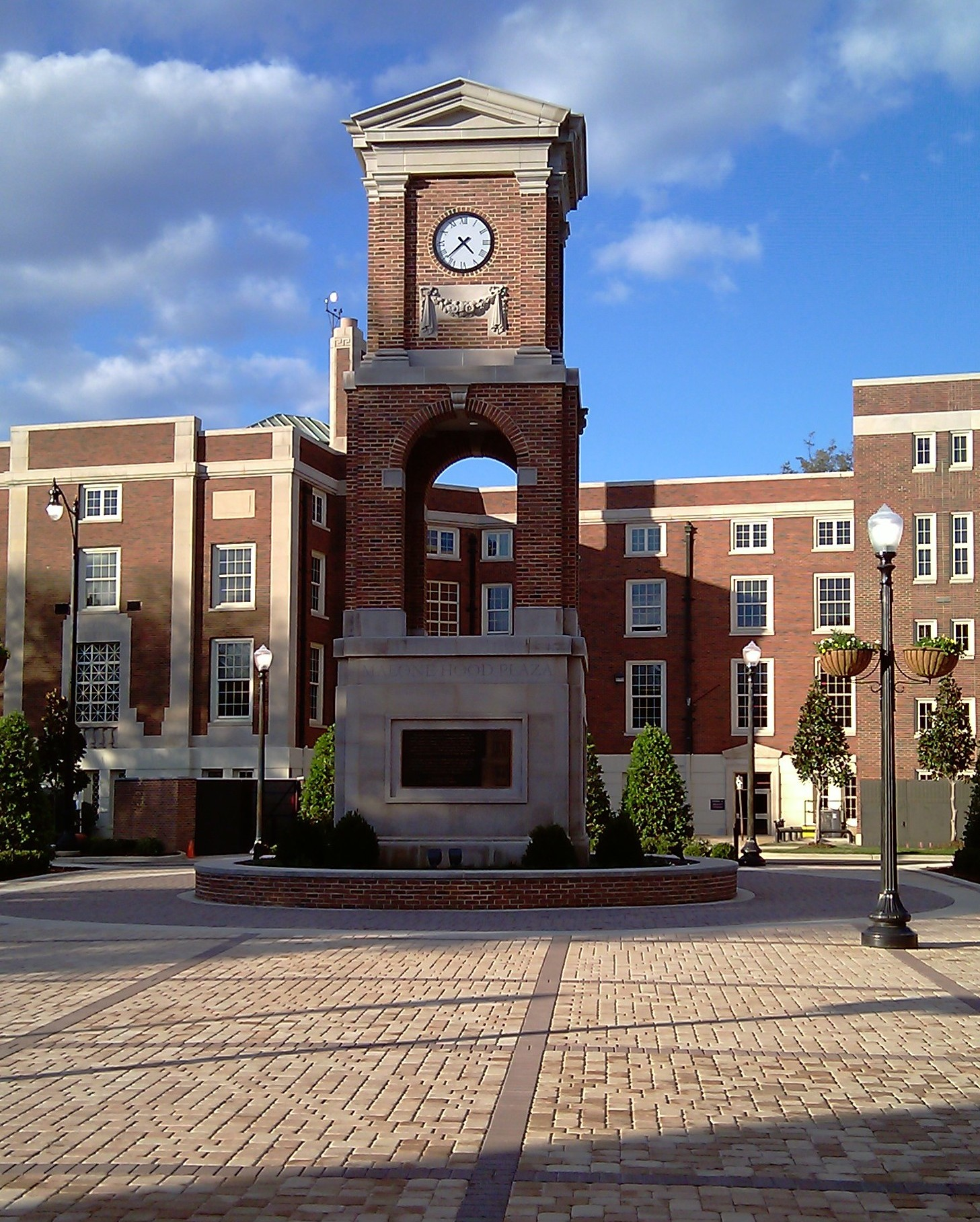
Autherine Lucy Clock Tower à Malone Hood Plaza sur le campus de l'Université d'Alabama à Tuscaloosa, Alabama.

Le 29 février 1956, la Cour fédérale de Birmingham ordonne la réintégration d'Autherine Lucy, et impose à l'université de l'Alabama de prendre les mesures adéquates pour la protéger. Cependant, les administrateurs refusent la réintégration de l'étudiante, et utilisent les plaidoiries du procès pour justifier son expulsion permanente, affirmant qu'Autherine Lucy en calomniant l'Université ne peut prétendre réellement souhaiter en être une étudiante. La National Association for the Advancement of Colored People ne conteste pas la décision, estimant que toutes nouvelles actions en justice seraient inutiles.

### Inscription définitive
En avril 1956, Autherine Lucy se marie avec Hugh Foster, un étudiant rencontré au Miles College. Les mois suivants, elle milite comme défenseure des droits civiques, et prononce des discours lors des réunions du NAACP à travers le pays. À la fin de l'année 1956, sa participation active au mouvement des droits civiques cesse. À la même période, le président Oliver Carmichael démissionne de l'université de l'Alabama en raison de l'opposition des administrateurs à l'admission d'Autherine Lucy.

## L'héritage d'Autherine Lucy
Pendant les dix-sept années suivantes, Autherine Lucy Foster et sa famille déménagent dans différentes villes de Louisiane, du Mississippi et du Texas. Sa notoriété l’empêche alors de trouver un emploi en tant que professeure. La famille s’installe de nouveau en Alabama à partir de 1974, et Autherine Lucy obtient finalement un poste dans le système éducatif de Birmingham.
En avril 1988, l’expulsion d’Autherine Lucy est officiellement annulée par l'université de l'Alabama. Elle s’inscrit alors au programme d'études supérieures dans l’enseignement, et obtient une maîtrise en mai 1992. L'université de l'Alabama nomme une bourse en son honneur, et dévoile un portrait de l’étudiante installé dans les locaux du syndicat étudiant. Le portrait est accompagné de l’inscription suivante : « Son initiative et son courage ont permis aux étudiants de toutes races de fréquenter l'Université. C'est une sœur de la sororité Zeta Phi Beta ».
Le 3 novembre 2010, la Autherine Lucy Clock Tower est inaugurée sur la Malone-Hood Plaza en son honneur, ainsi qu’en mémoire de Vivian Malone et de James Hood, autres pionniers de la déségrégation à l'université de l'Alabama. La Malone-Hood Plaza est située à côté de l'auditorium Foster, où en 1963, le gouverneur de l'Alabama, George Wallace, a tenté en vain d'empêcher Vivian Malone et James Hood de s'inscrire à l'Université. La tour de brique mesure près de 12 mètres de haut. À sa base sont positionnées des plaques de bronze qui racontent les luttes individuelles de ces trois protagonistes.
Le 15 septembre 2017, un marqueur spécial est érigé en son honneur près de Graves Hall sur le campus de l'université de l'Alabama. Présente lors de la cérémonie d'inauguration, Autherine Lucy compare la foule sur place, à celle qui l'avait accueillie avec haine dans le passé.
En mai 2019, Autherine Lucy assiste à la remise des diplômes du printemps de l'université de l'Alabama, qui à cette occasion lui décerne le grade de docteur honoris causa,,,.